# Orbiting Solar Observatory

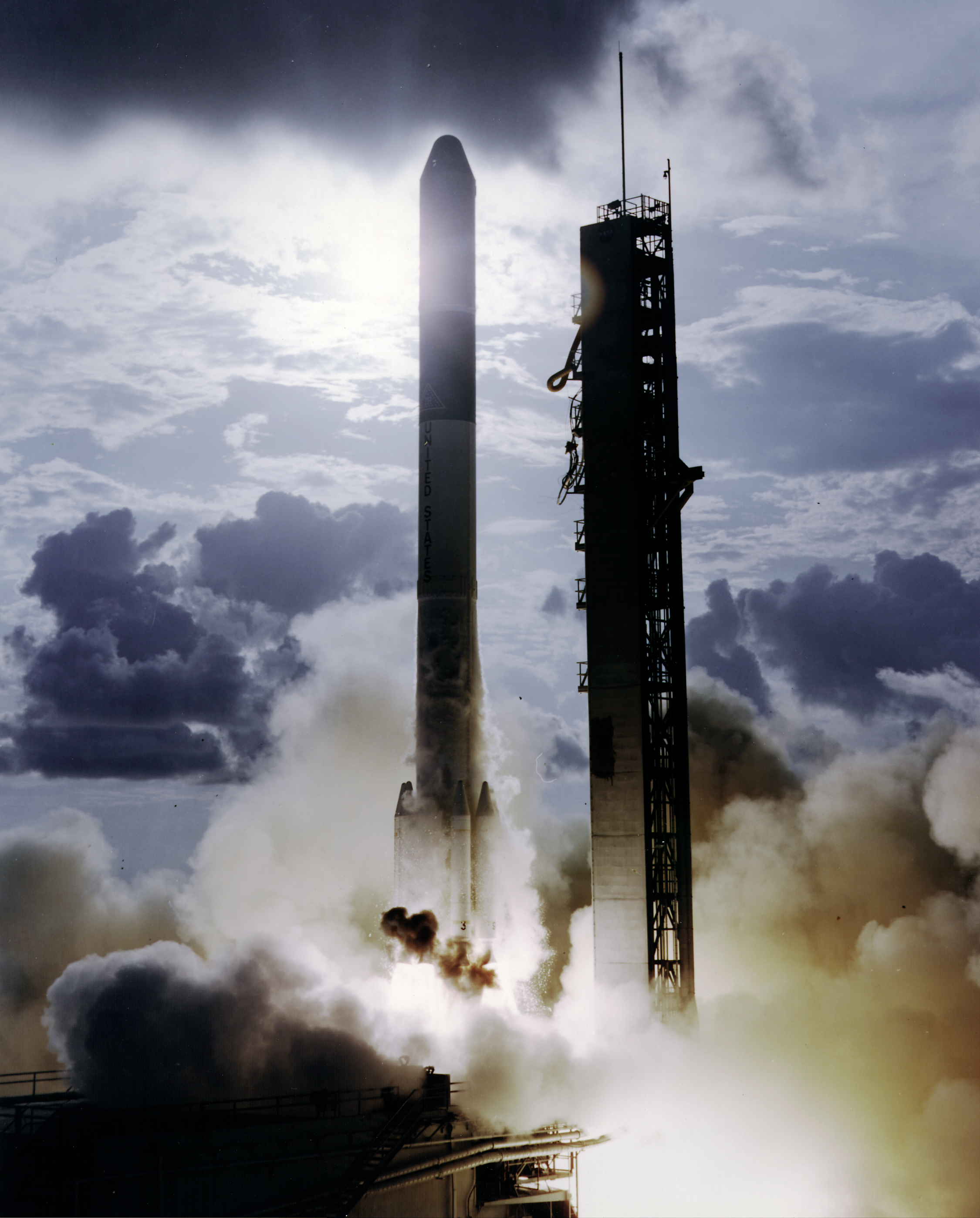
Lançamento do OSO-8 em 1975 em Cabo Canaveral, Estados Unidos

Orbiting Solar Observatory (ou somente OSO) era uma série de nove satélites estadunidenses lançados para estudar prioritariamente o sol, embora também incluíssem experimentos não-solares. Oito foram lançados com sucesso pela NASA entre 1962 e 1975 usando foguetes Delta.